# VI Всесоюзный кинофестиваль
VI Всесоюзный кинофестиваль прошёл с 20 по 26 апреля 1973 года в Алма-Ате. Открытие и награждение проходило в Двореце имени Ленина.
Председатель оргкомитета кинофестиваля заместитель председателя Совета Министров Казахской ССР К. Б. Билялов.
Председатель жюри конкурса художественных и мультипликационных фильмов: народный артист СССР Всеволод Санаев.
Председатель жюри конкурса документальных и научно-популярных фильмов: народный артист СССР Александр Згуриди.

## Художественные фильмы

### Премии и призы[2].
- Первая премия:
  - «А зори здесь тихие» (автор сценария Борис Васильев, Станислав Ростоцкий; режиссёр Станислав Ростоцкий) Киностудия имени М. Горького
- Первая премия за глубокую разработку актуальной современной темы:
  - «Любить человека» (автор сценария и режиссер Сергей Герасимов) Киностудия имени М. Горького
- Первая премия за идейно-художественные достоинства сценария:
  - «Укрощение огня» (автор сценария и режиссер Даниил Храбровицкий) Мосфильм
- Вторая премия:
  - «Геркус Мантас» (автор сценария Саулюс Шальтянис; режиссёр Марионас Гедрис) Литовская киностудия
  - «Ждём тебя, парень» (автор сценария Андрей Михалков-Кончаловский, Эдуард Тропинин; режиссёр Равиль Батыров) Узбекфильм
- Лучшие детские фильмы:
  - «Точка, точка, запятая…» (автор сценария Михаил Львовский, Александр Митта; режиссёр Александр Митта) Мосфильм
  - «Чудак из пятого «Б»» (автор сценария Владимир Железников; режиссёр Илья Фрэз) Киностудия имени М. Горького
- Премия лучшему автору сценария:
  - Сулико Жгенти в фильме «Саженцы»
- Премия лучшему режиссеру:
  - Резо Чхеидзе в фильме «Саженцы»
  - Лане Гогоберидзе в фильме «Когда зацвёл миндаль»
- Премия за лучшую операторскую работу:
  - Олегу Мартынову в фильме «Жизнь и удивительные приключения Робинзона Крузо»
- Первая премия за исполнение женской роли:
  - Елене Козельковой в фильмах «За твою судьбу» и «Улица без конца»
- Вторая премия за исполнение женской роли:
  - Зинаиде Дехтярёвой в фильме «За твою судьбу»
- Первая премия за исполнение мужской роли:
  - Кириллу Лаврову в фильме «Укрощение огня»
  - Владимиру Меньшову в фильме «Человек на своём месте»
- Вторая премия за исполнение мужской роли:
  - Николаю Крючкову в фильме «Адрес вашего дома»
  - Гирту Яковлеву в фильме «Петерс»
- Премия за исполнение мужской роли:
  - Махмуджону Вахидову в фильме «Звезда в ночи»
- Премия за музыку:
  - Рафаилю Хозаку к фильму «Улица без конца»
- Специальные дипломы жюри за исполнение ролей:
  - Баглан Ержановой в фильме «Лесная баллада»
  - Ирине Бразговке в фильме «Улица без конца»
  - Мишико Месхи в фильме «Саженцы»

### Фильмы, участвующие в кинофестивале[1].
- «Человек на своём месте» (автор сценария Валентин Черных; режиссёр Алексей Сахаров) Мосфильм
- «Гроссмейстер» (автор сценария Леонид Зорин; режиссёр Сергей Микаэлян) Ленфильм
- «Учитель пения» (автор сценария Эмиль Брагинский; режиссёр Наум Бирман) Ленфильм
- «Приваловские миллионы» (автор сценария Игорь Болгарин, Виктор Смирнов и Ярополк Лапшин; режиссёр Ярополк Лапшин) Свердловская киностудия
- «Адрес вашего дома» (автор сценария Ярослав Верещак; режиссёр Евгений Хринюк) Киностудия имени А. Довженко
- «Ни дня без приключений» (автор сценария Александр Власов и Аркадий Млодик; режиссёр Игорь Ветров) Киностудия имени А. Довженко
- «За твою судьбу» (автор сценария Евгений Оноприенко; режиссёр Тимур Золоев) Одесская киностудия
- «Жизнь и удивительные приключения Робинзона Крузо» (автор сценария Феликс Миронер; режиссёр Станислав Говорухин) Одесская киностудия
- «Улица без конца» (автор сценария Иосиф Герасимов, Алексей Леонтьев и Игорь Добролюбов; режиссёр Игорь Добролюбов) Беларусьфильм
- «Сойти на берег», (автор сценария Александр Борщаговский и Кальё Кийск; режиссёр Кальё Кийск) Таллинфильм
- «Лесная баллада» (автор сценария Александр Витензон, Адия Шарипова; режиссёр Нурмухан Жантурин, Гук Ин Цой) Казахфильм
- «Саженцы» (автор сценария Сулико Жгенти; режиссёр Резо Чхеидзе) Грузия-фильм
- «Когда зацвёл миндаль» (автор сценария Заира Арсенишвили и Лана Гогоберидзе; режиссёр Лана Гогоберидзе) Грузия-фильм
- «Счастья вам, девочки!» (автор сценария Алла Ахундова и Гусейн Сеидзаде; режиссёр Эльдар Кулиев) Азербайджанфильм
- «Возвращение скрипки» (автор сценария Фирудин Агаев и Соломон Розен; режиссёр Шамиль Махмудбеков) Азербайджанфильм
- «Последний гайдук» (автор сценария и режиссер Валерий Гажиу) Молдова-фильм
- «Спасённое имя» (автор сценария Константин Шишкан; режиссёр Виталий Дёмин и Дмитрий Моторный) Молдова-фильм
- «Петерс» (автор сценария Михаил Маклярский, Кирилл Рапопорт и Арвид Григулис; режиссёр Сергей Тарасов) Рижская киностудия
- «Капитан Джек» (автор сценария Юрий Яковлев; режиссёр Ада Неретниеце) Рижская киностудия
- «Улица» (автор сценария Мурза Гапаров; режиссёр Геннадий Базаров) Киргизфильм
- «Звезда в ночи» (автор сценария Валентин Максименков и Расул Хади-заде; режиссёры Абдусалом Рахимов и Игорь Усов) Таджикфильм
- «Айрик» (автор сценария Агаси Айвазян; режиссёры Генриха Маляна) Арменфильм
- «Памятник» (автор сценария Геворг Арутюнян; режиссёры Альберт Мкртчян) Арменфильм
- «Мой друг — Мелекуш» (автор сценария Анна Пайтык; режиссёры Мухамед Союнханов и Анатолий Карпухин) Туркменфильм

## Мультипликационные фильмы

### Премии и призы[2].
- Первая премия:
  - Ну, погоди! (выпуск 5) (автор сценария Феликс Камов, Александр Курляндский и Аркадий Хайт; режиссер Вячеслав Котёночкин) Союзмультфильм
  - «Гвоздь» (автор сценария и режиссер Хейно Парс) Таллинфильм
- Вторая премия:
  - «Невеста Солнца» (автор сценария Степан Андраникян и З. Биноян; режиссер Степан Андраникян) Арменфильм

### Мультфильмы, участвующие в кинофестивале[1].
- «Мастер из Кламси» (автор сценария Алексей Симуков; режиссёры Вадим Курчевский) Союзмультфильм
- «Бабочка» (автор сценария Роза Хуснутдинова; режиссер Андрей Хржановский) Союзмультфильм
- «Край, в котором ты живёшь» (автор сценария Ефим Гамбург и Юрий Энтин; режиссер Ефим Гамбург) Союзмультфильм
- «Новогодняя сказка» (автор сценария Людмила Васильева и Владимир Дегтярёв; режиссер Владимир Дегтярёв) Союзмультфильм
- «Как жёны мужей продавали» (автор сценария и режиссер Ирина Гурвич) Киевская киностудия научно-популярных фильмов
- «Сказание про Игорев поход» (автор сценария Борис Крыжановский и Юрий Новиковым; режиссер Нина Василенко) Киевская киностудия научно-популярных фильмов
- «Украденный пудель» (автор сценария и режиссер Арнольдс Буровс) Рижская киностудия
- «Марица» (автор сценария Георгий Раковица; режиссер Леонид Домнин) Молдова-фильм
- «Три танкиста» (автор сценария Леонард Толстой и Виктор Михайлович Чугунов; режиссер Виктор Михайлович Чугунов) Казахфильм

## Документальные фильмы
- 1-я премия полнометражные документальные фильмы
  - «Пылающий континент» Мосфильм режиссёр: Роман Кармен
  - «Животноводство Казахстана» Казахфильм
  - «Чужого горя не бывает» ЦСДФ режиссёр: Марина Бабак
  - «Крылом к крылу» Леннаучфильм режиссёр: Николай Левицкий
- Специальная премия
  - «Трудный хлеб» Кубань Лето 1972 года. Ростовская студия кинохроники режиссёр: Клим Лаврентьев
- 1-я премия короткометражные документальные фильмы
  - «След души» Рижская киностудия режиссёр: Герц Франк
  - «Почта» Киргизфильм
- 2-я премия короткометражные документальные фильмы
  - «Я хочу быть» Литовская киностудия
- Премия за операторскую работу:
  - «Песня вечности» Ереванская студия документальных фильмов режиссер: Дмитрий Кесаянц; оператор: Михаил Вартанов
- Почетный диплом за удачную разработку актуальной темы управления народным хозяйством:
  - «Личная ответственность» ЦСДФ режиссёр: Борис Рычков

## Научно-популярные фильмы
- 1-я премия полнометражные научно-популярные фильмы

Не присуждалась
- Специальная премия жюри:
  - «Звездочка» (киноальманах № 14 за 1972 год) Центра́льная сту́дия нау́чно-популя́рных и уче́бных фи́льмов
- 1-я премия короткометражный научно-популярный фильм
  - «Луч, связанный в узел» «Киевская киностудия научно-популярных фильмов»
- 2-я премия короткометражный научно-популярный фильм
  - «Шелк» Грузинская студия научно-популярных и документальных фильмов
- Специальная премия жюри за поэтическое раскрытие образа страны в год празднования 50-летия СССР:
  - «Отчизна» Центра́льная сту́дия нау́чно-популя́рных и уче́бных фи́льмов
- Премия за операторскую работу:
  - «Здесь моя Арктика» Казахфильм

## Киножурналы
- 1-я премия
  - «Наш край», № 18 Ленинградская студия документальных фильмов
  - «Советская Латвия», № 32 Рижская киностудия
- 2-я премия
  - «Советская спорт», № 8 ЦСДФ
- Поощрительные дипломы:
  - «Мы-советские» Украинская студия документальных фильмов
  - «Туркменка» Туркменфильм
  - «Хашар» Таджикфильм
  - «Страницы жизни» Азербайджанфильм
  - «Радость творчества» Таллинфильм
  - «На высоте» ЦСДФ
  - «Наштар» сатирический киножурнал Узбекфильм
  - «Перед судом» Куйбышевская киностудия

## Призы и дипломы организаций
- Приз ВЦСПС:
  - «Трудный хлеб» Кубань Лето 1972 года. Ростовская студия кинохроники
- Приз Союза журналистов СССР:
  - «Почта» Киргизфильм